# Still the Same Ole Me
Albums de George Jones
Double Trouble
(1980) Together Again
(1981)
Still the Same Ole Me est un album de l'artiste américain de musique country George Jones. Cet album est sorti en 1981 sur le label Epic Records. Il a atteint la 3e position des charts de musique country du classement du magazine Billboard et la 115e position sur les charts de musique pop. L'album est disque d'or en 1990.

## Liste des pistes
| No  | Titre                                           | Auteur                                      | Durée |
| --- | ----------------------------------------------- | ------------------------------------------- | ----- |
| 1.  | Still Doin' Time                                | Michael P. Heeney, John E. Moffat           | 2:50  |
| 2.  | Couldn't Love Have Picked a Better Place to Die | Curly Putman, Bucky Jones                   | 3:21  |
| 3.  | I Won't Need You Anymore                        | Troy Seals, Max D. Barnes                   | 3:19  |
| 4.  | Together Alone                                  | Bobby Braddock                              | 3:00  |
| 5.  | Daddy Come Home (Georgette and Daddy)           | Braddock                                    | 2:25  |
| 6.  | You Can't Get the Hell Out of Texas             | John Hadley, Jim Stafford                   | 2:38  |
| 7.  | Good Ones and Bad Ones                          | Joe Chambers, Larry Jenkins                 | 2:47  |
| 8.  | Girl, You Sure Know How to Say Goodbye          | Tom T. Hall                                 | 2:59  |
| 9.  | Someday My Day Will Come                        | Earl Montgomery, Chris Ryder, V. L. Haywood | 2:33  |
| 10. | Same Ole Me (avec The Oak Ridge Boys)           | Paul Overstreet                             | 2:51  |

## Positions dans les charts
Album - Billboard (Amérique du nord)
| Année | Chart          | Position |
| ----- | -------------- | -------- |
| 1982  | Albums country | 3        |
| 1982  | Albums pop     | 115      |

Single - Billboard (Amérique du nord)
| Année | Single           | Chart           | Position |
| ----- | ---------------- | --------------- | -------- |
| 1981  | Still Doin' Time | Singles country | 1        |
| 1982  | Same Ole Me      | Singles country | 5        |